# Ted DiBiase, Jr.
Ted DiBiase Jr. (tên thật: Theodore "Ted" Marvin DiBiase Jr., sinh ngày 8 tháng 11 năm 1982) tại Clinton, Missisipi, là một đô vật chuyên nghiệp đã nghỉ hưu và diễn viên.
Anh là con trai của "The Million Dollars Man" Ted DiBiase Sr., và là cháu của "Iron" Mike DiBiase. Ted DiBiase Jr. là thế hệ thứ ba của 1 dòng họ đô vật

## Sự nghiệp
Năm 2001, anh theo học tại trường cấp 3 Clinton, tại đó anh đã gia nhập vào đội bóng của trường. Sau đó anh học tại cao đẳng Missisipi và cũng đã tham gia vào đội tuyển của trường.
Sau khi rời cao đẳng Missisipi, anh đã được người anh trai lớn của mình là Mike DiBiase II dẫn đến gặp cha và ông nội để được huấn luyện trở thành 1 đô vật chuyên nghiệp.
Anh đã được huấn luyện tại học viện đô vật Harley Race's
Ngày 8/7/2006, anh và anh trai là Mike DiBiase II đã trở thành những đô vật chuyên nghiệp và thi đấu cho World League Wrestling (WLW), rồi sau đó cao hơn là Pro Wrestling NAOH của Nhật.
Ngày 24/7/2007, Ted Jr. đã thi đấu tại Florida Championship Wrestling (FCW) trước khi phát triển tại WWE như theo hướng dẫn của thầy anh là WWE Hall of Fame Harley Race.
Vào ngày 18/12/2007, Ted DiBiase Jr. đã chiến thắng trước TJ Styles để giành đai FCW Southern Heavyweight Championship tại New Port Richey, Florida.
Ngày 19/1/2008, anh đã bị thương và phải nhường lại đai cho Heath Miller ở New Port Richey, Florida.

### Thi đấu cho WWE
Ngày 26/5/2008, anh đã trở lại cùng với cha của mình trong 1 show của RAW, và anh đã nói rằng anh rất thích cái đai này (WWE World's Tag-Team Championship của Hardcore Holly và Cody Rhodes) và anh lấy được nó bằng mọi cách.
Ở Night of Champions 2008, Ted DiBiase đã có được chiếc đai nhờ sự phản bội lại đồng đội của Cody Rhodes đối với Hardcode Holly.
Ngày 4/8/2008, Ted Jr. và Cody Rhodes đã để mất đai vào tay Batista và John Cena trong 1 show của RAW. 1 tuần sau đó anh và Rhodes lấy lại đai từ tay Batista & John Cena.
Anh và Cody để mất đai vào tay của CM Punk và Kofi Kingston trong 1 chương trình của RAW. Anh trở lại vào ngày 12 tháng 1 năm 2009, anh trở lại và cùng Manu và Sim Snuka tấn công Randy Orton và Cody Rhodes. Nhưng anh lại tấn công lại Manu và Sim cùng Cody và Randy Anh cũng tham gia trận Royal Rumble nhưng bị loại bởi Triple H. Tại WWE Backlash, anh giúp cho Randy Orton giành được đai WWE Championship. Trong chuyến du đấu của WWE tới Australia vào tháng 7 năm 2009, anh đã chịu một chấn thương tay.
Hiện nay, anh đang cùng Cody Rhodes và Randy Orton thành lập nhóm Legacy. Nhưng hiện nay, The Legacy đã tan rã, vì trưởng nhóm Randy Orton đã tấn công anh và Cody Rhodes do quá tức giận

## Cuộc sống cá nhân
Vào ngày 15/2/2008, Ted DiBiase Jr. đã bắt bị vì tội gây tai nạn giao thông ở Hillsborough County, Florida
Ted đã đính hôn, kể cả hai anh trai của anh ta là Mike và Brett, đều là đô vật chuyên nghiệp.
Ted cũng tham gia làm nhân vật chính của bộ phim The Marine 2, bộ phim sẽ được phát hành vào khoảng cuối năm 2009.

## Trong đô vật
Đòn kết thúc
- Million Dollar Dream (Cobra clutch)
- Belly to back suplex
- Clothesline
- Delayed falling fist drop
- Rope hung stunner - FCW

## Danh hiệu
Florida Championship Wrestling
- FCW Southern Heavyweight Championship (1 lần)

Fusion Pro Wrestling
- Fusion Pro Tag-Team Championship (1 lần)- với Mike DiBiase II

Pro Wrestling Illustrated
- Hạng 470 của PWI 500 vào năm 2007

World Wrestling Entertainment
- World Tag-Team Championship (2 lần)- với Cody Rhodes